# اتفاقية إنشاء شراكة بين جمهورية تركيا والمجموعة الاقتصادية الأوروبية

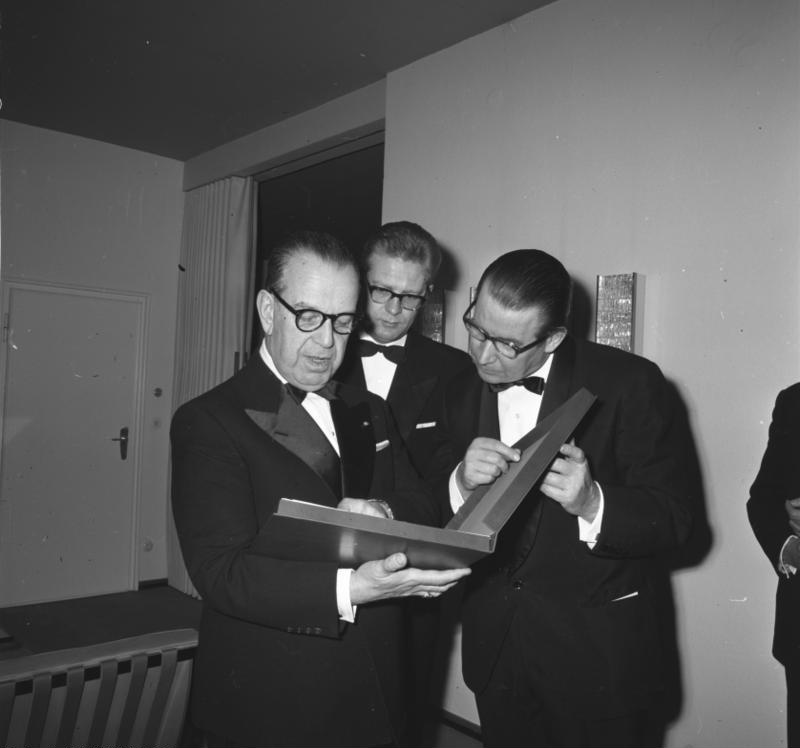
اتفاقية إنشاء شراكة بين جمهورية تركيا والمجموعة الاقتصادية الأوروبية المعروفة باتفاقية أنقرة هي معاهدة موقعة عام 1963، تنص على إطار التعاون بين تركيا والاتحاد الأوروبي.

## خلفية
تقدمت تركيا لأول مرة بطلب للحصول على عضوية منتسبة في الجماعة الاقتصادية الأوروبية في يوليو 1959، بعد أن تم إنشاء المجموعة الاقتصادية الأوروبية في عام 1958. ردت المجموعة الاقتصادية الأوروبية باقتراح إنشاء جمعية كإجراء مؤقت يؤدي إلى الانضمام الكامل. أدى ذلك إلى مفاوضات نتج عنها اتفاق أنقرة في 12 سبتمبر 1963.

## الاتفاقية
تم توقيع اتفاقية أنقرة في 12 سبتمبر 1963 في أنقرة. بدأت الاتفاقية عملية من ثلاث خطوات نحو إنشاء اتحاد جمركي للمساعدة في تأمين عضوية تركيا الكاملة في المجموعة الاقتصادية الأوروبية. عند إنشائه سيبدأ الاتحاد الجمركي في تكامل السياسة الاقتصادية والتجارية، والتي تعتبرها المجموعة الاقتصادية الأوروبية ضرورية.
يتحكم مجلس الشراكة الذي تم إنشاؤه بموجب الاتفاقية في تطوره ويعطي الاتفاقية تأثيرًا مفصلاً من خلال اتخاذ القرارات.
في عام 1970 وافقت تركيا والمجموعة الاقتصادية الأوروبية على بروتوكول إضافي للاتفاقية.
كان أحد أجزاء الاتفاقية هو تقديم المساعدة المالية من المجموعة الاقتصادية الأوروبية إلى تركيا، بما في ذلك قروض بقيمة 175 مليون وحدة نقدية أوروبية خلال الفترة من 1963 إلى 1970. وكانت النتائج مختلطة. أثبتت الامتيازات التجارية للجماعة الاقتصادية الأوروبية إلى تركيا في شكل حصص تعريفية أنها أقل فعالية مما كان مأمولًا، لكن حصة المجموعة الاقتصادية الأوروبية من الواردات التركية ارتفعت بشكل كبير خلال هذه الفترة.
سعى الاتفاق إلى حرية تداول العمال والمنشآت والخدمات، بما في ذلك التوافق التام تقريبًا مع سياسات الجماعة الاقتصادية الأوروبية المتعلقة بالسوق الداخلية. ومع ذلك فقد استثنت تركيا من المواقف السياسية وحالت إلى حد ما دون لجوءها إلى محكمة العدل الأوروبية لتسوية المنازعات.
مع قيام الاتحاد الأوروبي باستبدال الجماعة الاقتصادية الأوروبية بدخول معاهدة لشبونة حيز التنفيذ، تحكم اتفاقية أنقرة الآن العلاقات بين تركيا والاتحاد الأوروبي.

### الحقوق الفردية
تعد الاتفاقية وبروتوكولها الإضافي وقرارات مجلس الشراكة جزءًا من قانون الجماعة الاقتصادية الأوروبية. قررت محكمة العدل الأوروبية أن هذه تمنح حقوقًا محددة للمواطنين الأتراك والشركات التي يتعين على الدول الأعضاء في المجموعة الاقتصادية الأوروبية احترامها بموجب قانون الجماعة الاقتصادية الأوروبية.
بموجب المادة 6 (1) من قرار مجلس الشراكة 1/80 يتمتع المواطنون الأتراك العاملون بشكل قانوني في إحدى الدول الأعضاء في المجموعة الاقتصادية الأوروبية لفترة معينة بحقوق البقاء أو تغيير الوظيفة في تلك الدولة:
- يحق للمواطن التركي الذي يعمل بشكل قانوني لدى نفس صاحب العمل لمدة عام واحد الحصول على إذن من الدولة العضو للبقاء في هذا العمل.
- يحق للمواطن التركي الذي يعمل بشكل قانوني لمدة ثلاث سنوات في مجال معين من العمل الحصول على إذن من الدولة العضو للعمل مع أي صاحب عمل في هذا المجال.
- يحق للمواطن التركي الذي يعمل بشكل قانوني لمدة أربع سنوات الحصول على إذن من الدولة العضو للعمل لدى أي صاحب عمل.

المواطن التركي الذي يعمل بشكل قانوني كزوج أو طالب يمكنه أن يعتبر عاملاً.